# Józef Stępkowski
Józef Stępkowski (Ząbkowice Śląskie; 13 de Abril de 1970 — ) é um político da Polónia. Ele foi eleito para a Sejm em 25 de Setembro de 2005 com 8714 votos em 21 no distrito de Opole, candidato pelas listas do partido Samoobrona Rzeczpospolitej Polskiej.